# Велоспорт на летних Олимпийских играх 2008 — гонка преследования (женщины)
Соревнования в индивидуальной гонке преследования по велоспорту среди женщин на летних Олимпийских играх 2008 прошли с 15 по 17 августа. Приняли участие 13 спортсменок из 11 стран.

## Призёры
| Золото                        | Серебро                         | Бронза                   |
| Ребекка Ромеро Великобритания | Венди Хувенагель Великобритания | Леся Калитовская Украина |

## Рекорды
| Мировой рекорд     | Сара Юлмер (NZL) | 3:24,537 | Афины, Греция | 22 августа 2004 |
| Олимпийский рекорд | Сара Юлмер (NZL) | 3:24,537 | Афины, Греция | 22 августа 2004 |

## Соревнование

### Квалификация
| Место | Спортсмен                | Результат |
| ----- | ------------------------ | --------- |
| 1     | Венди Хувенагель (GBR)   | 3:28,443  |
| 2     | Ребекка Ромеро (GBR)     | 3:28,641  |
| 3     | Леся Калитовская (UKR)   | 3:31,942  |
| 4     | Элисон Шэнкс (NZL)       | 3:34,312  |
| 5     | Сара Хаммер (USA)        | 3:35,471  |
| 6     | Вилия Серейкайте (LTU)   | 3:36,063  |
| 7     | Кэти Мактир (AUS)        | 3:38,178  |
| 8     | Лада Козликова (CZE)     | 3:39,561  |
| 9     | Карин Туриг (SUI)        | 3:40,862  |
| 10    | Мария Луиса Калье (COL)  | 3:41,175  |
| 11    | Верена Йосс (GER)        | 3:44,480  |
| 12    | Светлана Полюкайте (LTU) | 3:45,691  |
| 13    | Эвелин Гарсиа (ESA)      | 3:56,849  |

### Первый раунд
| Место | Спортсмен          | Результат |
| ----- | ------------------ | --------- |
| 1     | Элисон Шэнкс (NZL) | 3:32,478  |
| 2     | Сара Хаммер (USA)  | 3:34,237  |

| Место | Спортсмен              | Результат |
| ----- | ---------------------- | --------- |
| 1     | Леся Калитовская (UKR) | 3:31,785  |
| 2     | Вилия Серейкайте (LTU) | 3:36,878  |

| Место | Спортсмен            | Результат |
| ----- | -------------------- | --------- |
| 1     | Ребекка Ромеро (GBR) | 3:27,703  |
| 2     | Кэти Мактир (AUS)    | 3:37,296  |

| Место | Спортсмен              | Результат |
| ----- | ---------------------- | --------- |
| 1     | Венди Хувенагель (GBR) | 3:27,829  |
| —     | Лада Козликова (CZE)   | DNF       |

### Гонка за третье место
| Место | Спортсмен              | Результат |
| ----- | ---------------------- | --------- |
| 1     | Леся Калитовская (UKR) | 3:31,413  |
| 2     | Элисон Шэнкс (NZL)     | 3:34,156  |

### Финал
| Место | Спортсмен              | Результат |
| ----- | ---------------------- | --------- |
| 1     | Ребекка Ромеро (GBR)   | 3:28,312  |
| 2     | Венди Хувенагель (GBR) | 3:30,395  |